# سیارک ۱۰۰۳۱
سیارک ۱۰۰۳۱ (به انگلیسی: 10031 Vladarnolda، نامگذاری:1981RB2) ده هزار و سی و یکمین سیارک کشف شده‌است که در ۷ سپتامبر ۱۹۸۱ کشف شد.
قدر مطلق سیارک برابر ۱۲٫۹۰ است.